# Réservoir de compensation
Pour les articles homonymes, voir Réservoir.
Un réservoir de compensation est un réservoir de carburant dont le rôle est de permettre de maintenir la position du centre de gravité d'un avion au centre de portance, selon les paramètres de vol et les masses transportées, par remplissage depuis les réservoirs principaux ou par vidange dans ceux-ci.

## Utilité

Forces agissant sur un avion.

Idéalement, pour maintenir un vol horizontal parfaitement stable, un avion devrait avoir un centre de gravité (point où s'exerce son poids) parfaitement confondu avec son centre de portance (point où s'exerce la portance des ailes) et déterminé par la géométrie de celles-ci. En pratique, selon la position des passagers et des bagages, et l'état de remplissage des réservoirs, le centre de gravité peut se retrouver légèrement en avant ou en arrière du centre de portance. Pour maintenir un vol horizontal, l'avion doit alors utiliser ses compensateurs aérodynamiques, c'est-à-dire créer une force vers le haut ou vers le bas au niveau de l'empennage horizontal. Cela se traduit par une modification de l'angle d'attaque et donc un supplément de traînée.

## Fonctionnement
Le premier gros-porteur équipé de réservoirs de compensation est l'Airbus A310. Ces réservoirs, d'une capacité d'environ 5 tonnes pour cet avion précis, sont placés dans le plan horizontal de l'empennage, avec une structure similaire à celle des réservoirs principaux contenus dans la voilure. Ils sont reliés aux réservoirs principaux via des pompes bidirectionnelles. Quand le centre de gravité de l'avion est trop en avant, du carburant est transféré depuis les réservoirs principaux vers les réservoirs de compensation, et inversement. Ainsi, avec un pilotage logiciel, ce système ajuste dynamiquement l'équilibre de l'avion, et réduit très fortement le recours aux compensateurs aérodynamiques. Il en résulte une réduction de consommation de carburant, de l'ordre de 2 %.